# Psammophilus
Psammophilus ist eine Echsengattung aus der Familie der Agamen, die im mittleren und südlichen Indien vorkommt.

## Merkmale
Psammophilus-Arten sind mittelgroße bis große Agamen und haben einen dorsoventral abgeflachten Körper. Männchen und Weibchen unterscheiden sich äußerlich. Männchen sind größer und haben ausgedehntere Wangen. Außerdem zeigen die Männchen während der Fortpflanzungszeit eine auffällige gelbe oder orange Rückenfärbung, während die Weibchen weiterhin unauffällig dunkel oder dunkelbraun gefärbt sind. Von den Gattungen Cophotis, Ceratophora, Lyriocephalus, Ptyctolaemus, Phoxophrys und Otocryptis und von den Japalura-Arten Japalura otai, J. planidorsata und J. sagittifera unterscheidet sich Psammophilus  durch das äußerlich erkennbare Trommelfell, von den übrigen Arten der Gattung Japalura durch das Fehlen einer heterogenen Rückenbeschuppung und kürzerer und dickerer Schuppen im Nacken. Von allen anderen Gattungen und Arten der Unterfamilie Draconinae, mit Ausnahme von Calotes minor, unterscheidet sich Psammophilus durch ihren dorsoventral abgeflachten Körper. Von Calotes minor unterscheiden sich die beiden Psammophilus-Arten durch ihre kleinen Rumpfschuppen und infolgedessen einer größeren Anzahl von Schuppen im mittleren Rumpfbereich (80–150 vs. 48–60 bei Calotes minor). Von ihrer Schwestergattung Monilesaurus und von Calotes unterscheidet sich Psammophilus durch den dorsoventral abgeflachten Rumpf (vs. dorsolateral abgeflacht) und einer größeren Anzahl von Schuppen im mittleren Rumpfbereich (mehr als 80 vs. weniger als 65) und einen kleineren Kamm im Nacken. Von der Gattung Microauris durch ein größeres äußerlich erkennbares Trommelfell. Die Kopfschuppen sind bei Psammophilus groß, einförmig und schildartig (klein und dreieckig bei Microauris).

## Arten
Es gibt zwei Arten:
- Psammophilus blanfordanus (Stoliczka, 1871)
- Psammophilus dorsalis (Gray, 1831)

Beide Arten gehörten ursprünglich zur Gattung Agama. Aufgrund ihres dorsoventral abgeflachten Körpers wurde Psammophilus zur Unterfamilie Agaminae gezählt, aber molekulare Daten deuten darauf hin, dass sie zur Unterfamilie Draconinae gehört.